# Banco Halles
O Banco Halles foi uma instituição financeira brasileira. Fundado em 1967, foi um dos bancos de investimento de maior crescimento do Brasil até apresentar graves problemas financeiros e sofrer uma intervenção do Banco Central por insolvência em 1974. Para evitar pânico no mercado bancário, o Banco Central fez com que o Halles fosse adquirido pelo Banco do Estado da Guanabara em um negócio controverso. A formação e crescimento do Halles foi estimulada pela Lei de Reforma Bancária do governo Castelo Branco que estimulou fusões e aquisições de bancos menores por outros maiores, permitindo uma concentração bancária. Para a formação e crescimento do Halles, seus sócios adquiriram o controle de quatro outros bancos que acabaram fundidos em curto prazo. O crescimento desestruturado em meio ao Milagre econômico brasileiro fez com que o banco atravessasse uma crise de liquidez que culminou com a intervenção do Banco Central do Brasil na instituição e sua posterior liquidação em 1974.

## História
O Banco Halles de Investimento foi aberto em 1967 através da carta-patente nº A-67/1107 conferida pelo Banco Central do Brasil em 28 de março de 1967. Segundo Benedito Ribeiro e Mário Mazzei Guimarães:
"...Sua carteira de aceites cambiais era, na mesma época, isto é, em março do corrente ano, a quarta em volume em todo o País e seu Fundo de Investimentos ocupava o terceiro lugar entre os demais fundos que operam no mercado brasileiro. Também suas carteiras de captação de recursos, do Decreto Lei nº 157, de Agente Financeiro do FINAME figuravam entre as mais destacadas— verbete do Banco Halles de Investimentos no livro História dos bancos e do desenvolvimento financeiro do Brasil (p.368).
Ao mesmo tempo Ribeiro e Guimarães destacaram a evolução do capital do Halles. Em dezembro de 1964, quando ainda era um fundo de investimentos, o Halles possuía um capital de 400 milhões de cruzeiros novos. Um ano depois o capital do fundo havia sido multiplicado quase sete vezes, chegando a 2,7 bilhão de cruzeiros novos. Quando o banco foi formado (1967), o capital do fundo Halles era de 8 bilhões de cruzeiros novos.

### Associação com Jabour
Em 1971 Francisco Pinto Junior (fundador do Halles) se associou a João Jabour (então maior acionista individual do Banco do Brasil), formando a holding JJH, com a qual Jabour passou a ser o maior acionista individual do Halles, com 50% das ações enquanto os demais acionistas do Halles ficaram com os outros 50%.
A JJH passou a adquirir ações do Banco Comércio e Indústria de Minas Gerais para tentar tomar o controle acionário do banco (takeover). A especulação sobre a compra de ações do banco fez quadruplicar o valor de suas ações na Bolsa do Rio. Em janeiro de 1971 a JJH detinha 16% das ações do banco e tencionava alcançar 20%  a 22% para obter o controle acionário. A direção do banco era contrária ao takeover e chegou a oferecer a vice-presidência da instituição a Jabour, que a recusou.
A JJH alcançou 20,3% das ações do Banco Comércio e Indústria de Minas, sendo 19,87% de ações próprias e 0,43% de ações de Custódio Braga Filho. Filho havia assinado uma procuração para a JJH representa-lo no conselho do banco. No dia 31 de março de 1971 ocorreu a Assembleia Geral Ordinária do Banco Comércio e Indústria de Minas. Prestes a tomar o controle da instituição, Jabour foi surpreendido pela desistência de Braga Filho que compareceu na assembleia e anulou a procuração, impedindo a JJH de assumir o banco.
Quatro meses depois a JJH se desfez das ações do Banco Comércio e Indústria de Minas, vendendo-as para o grupo então controlador do banco. A briga pelo seu controle acionário acabou custando caro ao Banco Comércio e Indústria de Minas Gerais que entrou em crise e acabou adquirido pelo Banco Nacional em 1972.
Sem o Comércio e Indústria de Minas, a JJH adquiriu o controle de quatro outros bancos ainda em 1971: Lowndes, Intercâmbio Nacional, Mineiro de Descontos e Auxiliadora do Paraná.
Em 1972 o Halles incorporou o Banco Andrade Arnaud (cinco vezes maior que o próprio Halles) por 300 milhões de cruzeiros (em valores de setembro de 1973) em uma das maiores aquisições da época. Para adquirir o controle do Banco Andrade Arnaud, o Halles teve de recorrer a Jabour que financiou parte da aquisição oferecendo como garantia suas ações no BB. A outra parte dos recursos foi obtida através de um empréstimo com o Chase Manhattan Bank.
No primeiro semestre daquele ano, o Banco Halles de Investimento anunciou um lucro líquido de 16 milhões de cruzeiros, sendo 81,9% superior ao lucro obtido no primeiro semestre do ano anterior. Já o recém criado Banco Halles de Indústria e Comércio obteve lucro líquido de 24,1% superior ao apresentado no semestre anterior, quando foi fundado. No final de 1972 o Sumitomo Group adquiriu 5% do controle acionário do Halles.
Descontentes com o controle exercido por Jabour, os acionistas Stanislaw Szaniecki e Carlos Lino Matos passaram a lutar pelo controle acionário do Halles. Em dezembro de 1972 surgiram os primeiros boatos sobre o interesse de Jabour em vender suas ações no Halles.

### Nova gestão
O primeiro sinal de que algo não ia bem no Halles foi em dezembro de 1972 quando ocorreu a não quitação da primeira parcela de empréstimo do Chase Manhattan Bank para a compra do Andrade Arnaud. O Halles admitiu não ter todo o recurso para quitar a parcela no prazo. Com o atraso consumado, o Chase Manhattan tentou acionar uma cláusula contratual para assumir o controle acionário do banco brasileiro. Instado pelo Halles, o governo brasileiro interferiu e impediu a troca do controle acionário. Pouco tempo depois desse episódio, Jabour e Pinto venderam suas ações no Halles para Szaniecki e Matos.
Ao assumir a gestão do Halles, Szaniecki e Pinto substituíram Jabour por José Sílvio Magalhães.  A nova gestão resolveu diversificar os negócios do Halles e passou a investir em comércio, importação, construção civil, educação, entre outros ramos. Sem expertise nessas áreas, o Halles passou a perder recursos. A malsucedida entrada no mercado de exportação de soja através da subsidiária All Trade foi o maior deles, causando mais de 125 milhões de cruzeiros em prejuízos ao banco.
O Banco Central vetou a aquisição do Banco da Lavoura de Minas Gerais pelo Halles por problemas na incorporação do Banco Andrade Arnaud ao seu conglomerado. No fim, o Minas Gerais foi adquirido pelo Banco Real.

### Liquidação
Enquanto todos os bancos brasileiros apresentaram seus relatórios financeiros ao mercado e ao governo em fevereiro de 1974, o Banco Halles não apresentou o relatório. Até então o governo Médici evitava intervenções reais no sistema financeiro, optando pela chamada "intervenção branca", onde o governo federal reunia empresários e forçava aquisições, fusões e incorporações de empresas em dificuldade. No início de 1974 o trio acionista do Halles (Szaniecki, Pinto e Magalhães) escreveu uma carta para o Banco Central do Brasil em 14 de março de 1974 para ser entregue ao presidente Ernane Galvêas. Na carta, o trio acionista majoritário informava que o Banco Halles de Investimentos se encontrava insolvente naquele momento e listava medidas tomadas para sanear o banco. Além disso, os dirigentes do Halles esperavam uma intermediação do governo brasileiro na resolução dos problemas do grupo e pediam para publicar o relatório de 1973 do Banco Halles sem os números reais do prejuízo, pois acreditavam que ele poderia ser recuperado em 1974. Por razões desconhecidas, a carta jamais foi entregue para Galvêas, que deixou o cargo no dia seguinte. Seu sucessor Paulo Hortêncio Pereira Lira leu a carta e a apresentou ao ministro da Fazenda Mário Henrique Simonsen. O novo governo, liderado por Ernesto Geisel, optou por uma intervenção no Banco Halles e tomou a carta como confissão de insolvência por parte de seus acionistas. Para evitar pânico no mercado financeiro, o Banco Central lançou uma operação confidencial para intervir discretamente no Halles. Apesar do cuidado do Banco Central, a operação e a proposta de liquidação do Halles havia vazado para alguns empresários dez dias antes da intervenção.
A intervenção foi realizada em 16 de abril de 1974 através da aplicação da então recém promulgada Lei Federal 6024/1974. Naquele momento o Halles era o oitavo maior conglomerado bancário do Brasil, com mais de cem agências, duzentos mil correntistas, mais de cinco mil funcionários e cerca de trinta mil acionistas. No momento da intervenção, os acionistas do Halles negociavam a venda do banco para o empresário português António de Sommer Champalimaud. Apesar da tentativa do Banco Central em não causar pânico no mercado, a intervenção no Halles causou queda nos pregão da Bolsa de Valores do Rio de Janeiro de 3,5% em 17 de abril, enquanto o presidente Geisel recebeu do ministro Simonsen um informe confidencial sobre a insolvência iminente de três outras instituições bancárias (BUC, Aúrea e Crecif).
O Halles também chegou a ser oferecido ao empresário Sebastião Camargo, dono do Grupo Camargo Corrêa. A proposta era que Camargo incorporasse o Halles ao Banco Geral do Comércio. Camargo se recusou a participar da aquisição e o negócio não foi adiante. Posteriormente o novo governo português empossado após a Revolução dos Cravos proibiu Champalimaud de adquirir o Halles.
No final de maio, sem opção, o Banco Central acabou patrocinando a encampação do Halles pelo Banco do Estado da Guanabara (BEG). Segundo o jornalista José Carlos de Assis, no livro A Chave do Tesouro, em junho o Banco Central do Brasil já havia gasto Cr$ 8 bilhões (cerca de US$ 1,2 bilhão pelo câmbio de 6 de junho de 1974) com a crise do Halles.